# 圣洛朗勒米尼耶
圣洛朗勒米尼耶（法語：Saint-Laurent-le-Minier，法語發音：[sɛ̃ loʁɑ̃ lə minje]）是法国加尔省的一个市镇，属于勒维冈区。

## 地理
圣洛朗勒米尼耶（43°55'56"N, 3°39'16"E）面积13.26 平方千米，位于法国奧克西塔尼大區加尔省，该省份为法国南部沿海省份，南端濒地中海，北起顺时针与阿尔代什省、沃克吕兹省、罗讷河口省、埃罗省、阿韦龙省和洛泽尔省接壤。
与圣洛朗勒米尼耶接壤的市镇（或旧市镇、城区）包括：蒙达尔迪耶、波米耶、圣布雷松、圣于连德拉内夫、卡济亚克、戈尔涅斯。

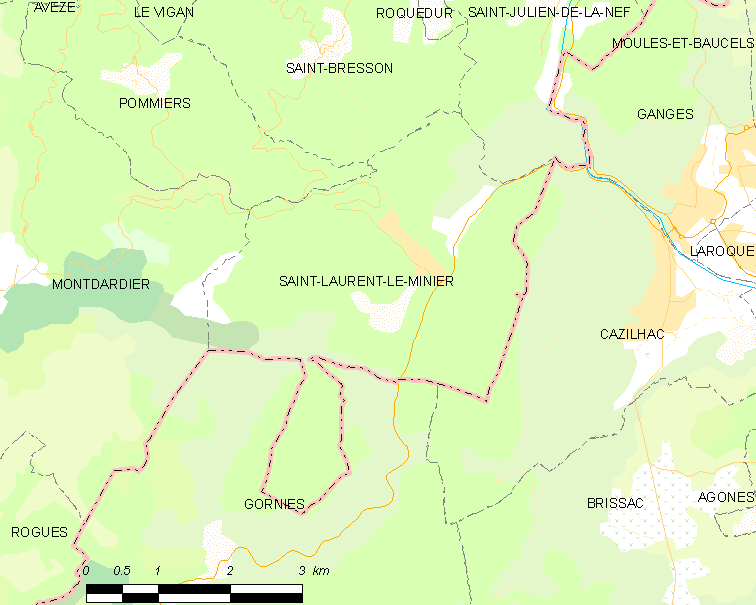
圣洛朗勒米尼耶的OSM定位图

圣洛朗勒米尼耶的时区为UTC+01:00、UTC+02:00（夏令时）。

## 行政
圣洛朗勒米尼耶的邮政编码为30440，INSEE市镇编码为30280。

## 政治
圣洛朗勒米尼耶所属的省级选区为勒维冈县。

## 人口

1962-2008年间圣洛朗勒米尼耶人口变化图示

圣洛朗勒米尼耶于2022年1月1日时的人口数量为371人。